# Прогресс (Кабардино-Балкария)
Прогре́сс — село в Прохладненском районе Кабардино-Балкарской Республики. Входит в состав муниципального образования «Сельское поселение Заречное».

## География
Селение расположено в северо-западной части Прохладненского района, к востоку от магистрального канала Малка-Кура. Находится в 3 км к востоку от центра сельского поселения — Заречное, в 32 км к северо-западу от районного центра Прохладный и в 80 км к северо-востоку от города Нальчик.
Граничит с землями населённых пунктов: Придорожное на северо-востоке, Степное на востоке, Комсомольское на юго-востоке и Заречное на западе.
Населённый пункт расположен на наклонной Кабардинской равнине, в равнинной зоне республики. Средние высоты на территории села составляют около 275 метров над уровнем моря. Рельеф местности представляет собой в основном слабо-пересечённую территорию с общим уклоном с запада на восток. Многочисленные неглубокие удлинённые понижения направленные с востока на запад, придают равнине слабо-волнистую поверхность. 
Гидрографическая сеть на территории села представлены скудно. К западу от села проходит магистральный канал Малка-Кура. На севере его ответвление — Правобережный канал. В окрестностях села имеются несколько запруднённых озёр.
Климат влажный умеренный, с тёплым летом и прохладной зимой. Среднегодовая температура воздуха положительная и составляет около +10,5°С. Средняя температура воздуха в июле достигает +23,0°С, в января она составляет около -2,5°С. Среднегодовое количество осадков составляет около 550 мм. В конце лета возможны суховеи, дующие со стороны Прикаспийской низменности.

## История
Селение основано в 1965 году, на базе 2-го отделения зерносовхоза «Прималкинский».
С 1970 по 1992 года посёлок входил в состав Заречного сельсовета. Затем передан в состав преобразованной Красносельской сельской администрации.
В декабре 1997 года включён в состав восстановленной Заречной сельской администрации (ныне сельское поселение Заречное).

## Население
| 2002 | 2010 | 2021 |
| ---- | ---- | ---- |
| 311  | ↗327 | ↘269 |

Национальный состав
По данным Всероссийской переписи населения 2002 года, 59 % населения села составляли русские.

По данным Всероссийской переписи населения 2021 года:
| Народ      | Численность, чел. | Доля от всего населения, % |
| ---------- | ----------------- | -------------------------- |
| русские    | 181               | 67,29 %                    |
| кабардинцы | 58                | 21,56 %                    |
| балкарцы   | 28                | 10,41 %                    |
| другие     | 2                 | 0,74 %                     |
| всего      | 269               | 100,0 %                    |

Половозрастной состав
По данным Всероссийской переписи населения 2010 года:
| Возраст     | Мужчины, чел. | Женщины, чел. | Общая численность, чел. | Доля от всего населения, % |
| ----------- | ------------- | ------------- | ----------------------- | -------------------------- |
| 0 — 14 лет  | 40            | 27            | 67                      | 20,5 %                     |
| 15 — 59 лет | 96            | 122           | 218                     | 66,7 %                     |
| от 60 лет   | 17            | 25            | 42                      | 12,8 %                     |
| Всего       | 153           | 174           | 327                     | 100,0 %                    |

Мужчины — 153 чел. (46,8 %). Женщины — 174 чел. (53,2 %).
Средний возраст населения — 34,3 лет. Медианный возраст населения — 33,6 лет.
Средний возраст мужчин — 32,2 лет. Медианный возраст мужчин — 31,7 лет.
Средний возраст женщин — 36,0 лет. Медианный возраст женщин — 35,2 лет.

## Инфраструктура
Основные объекты социальной инфраструктуры расположены в центре сельского поселения — Заречное.

## Улицы
На территории села зарегистрировано 4 улицы:

| Молодёжная  |
| Придорожная |

| Степная |

| Центральная |